# Slidhornsdjur
Slidhornsdjur (Bovidae) är en familj i ordningen partåiga hovdjur. De inkluderar afrikansk buffel, vattenbuffel, bisonoxar, antiloper, gaseller, får, getter och nötkreatur. De har en fyrdelad matsmältningsapparat och är alla växtätande idisslare.
Bland de domesticerade arterna återfinns getter, får, vattenbuffel, jak och uroxens avkomma.

## Kännetecken
Vikten varierar mellan 1000 kg hos bison och omkring 2 kg hos bates dvärgantilop. Hornen förekommer oftast parvis och bara hos en art, fyrhornsantilop, finns fyra horn. Hornens längd ligger mellan 2 centimeter och 1,50 meter. Hos några arter har bara hanar horn men hos de flesta arterna finns hornen hos bägge kön. Hornen består av benvävnad med ett hölje av keratin och är fast sammanvuxen med skallen. I motsats till hjortdjur och gaffelantiloper förekommer aldrig förgreningar i hornen.
För att upptäcka faror har arterna vanligen stora öron, ögon på huvudets sidor och ett bra luktsinne.
De flesta slidhornsdjuren lever i öppet landskap. Så föreställer den afrikanska savannen för de flesta arterna ett idealt levnadsområde. Andra arter lever i klippiga bergstrakter, i den arktiska tundran eller i skogar.

## Ekologi
Hos några familjemedlemmar lever individerna utanför parningstiden ensam eller i par. Hos de flesta arter bildas medelstora grupper eller stora hjordar. En hjord av afrikansk buffel kan under regntiden ha flera tusen medlemmar.

## Evolution
I jämförelse med jordens ålder är slidhornsdjur en ung djurgrupp. De äldsta kända fossilen som med säkerhet kan sammanlänkas med familjen tillhör släktet Eotragus från epoken miocen. Dessa djur liknade moderna dykarantiloper, var aldrig större än rådjur och bar små horn. Redan under miocen delades djurgruppen och under pliocen fanns alla moderna grupper av slidhornsdjuren på plats. Under miocen levde familjen i Europa, Afrika och Asien men i Nordamerika etablerades familjen först i pleistocen efter att en landbro hade bildats. I Sydamerika fanns aldrig vilda slidhornsdjur och inte heller i Australien. Först människan införde domesticerade arter i nästan alla tempererade och tropiska regioner av världen.

## Underfamiljer
Familjen utgörs av 8 underfamiljer:
- Getdjur (Caprinae), 26 arter i 12 släkten
- Dykarantiloper (Cephalophinae), 19 arter i 2 släkten
- Gasellantiloper (Antilopinae), 38 arter i 14 släkten
- Gräsätande antiloper (Hippotraginae), 7 arter i 3 släkten
- Oxdjur (Bovinae), 24 arter i 9 släkten
- Vatten- och rörbockar (Reduncinae), 9 arter i 3 släkten
- Impala (Aepycerotinae), 1 art i 1 släkte
- Ko-, lyr- och gnuantiloper (Alcelaphinae), 7 arter i 4 släkte